# Nokia 2710 c-2
Nokia 2710 — модель мобільного телефону виробництва фінської компанії Nokia, що працює в мережі GSM 850, 900, 1800, 1900. телефон спеціально розроблений як приймач GPS функції A-GPS, і пішохідної навігації. На Nokia, ви можете завантажити програмне забезпечення безкоштовно Ovi Maps .

## Технічні характеристики

### Дисплей
- 256 000. кольори
- 240 х 320 пікселів , 2,2 дюйма

### Мережа
- 850 GSM
- 900 GSM
- 1800 GSM
- 1900 GSM

### Передача даних
- GPRS
- CSD
- Bluetooth
- USB
- EDGE

### Особливості
- SMS
- словник Т9
- MMS
- Камера та відео 2-мегапіксельна
- Вбудований FM — радіо з підтримкою RDS
- програвач mp3
- інтернет
- калькулятор
- календар
- JAVA додатки
- безкоштовна автомобільна навігація і ходьба
- диктофон
- список справ

### Додаткова інформація
- JACK 3,5 мм роз'єм
- Підтримка карт пам'яті до 16 Гб
- Спеціальна навігаційна клавіша це сервіс
- комплект телефон поставляється з автомобільне кріплення і автомобільний зарядний пристрій
- процесор Broadcom bcm21351f1ifbg